# Sites mégalithiques de la Seine-Saint-Denis
Cet article présente la liste des sites préhistoriques de la Seine-Saint-Denis, en Île-de-France.

## Sites
Il y a peu de traces préhistoriques conservées sur le territoire de la Seine-Saint-Denis. On peut citer deux sépultures confirmées :
- Neuilly-sur-Marne : lors des travaux de reconstruction de la chaussée de la route royale de Paris à Vitry-le-François (N.34), des squelettes humains furent découverts en 1843 dans une sablière. Les objets sont entrés en possession du Musée Carnavalet.
- Vaujours : en 1942, une hache en silex plate, allongée, de type nordique, fut découverte dans une sépulture à incinération.